# Vasco Núñez de Balboa
Vasco Núñez de Balboa (Jerez de los Caballeros, 1475 – Acla, tra il 12 e il 21 gennaio 1519) è stato un militare, esploratore, condottiero e conquistatore spagnolo, noto soprattutto per essere il primo europeo a scorgere l'Oceano Pacifico, nel 1513, durante la sua spedizione attraverso l'istmo di Panama..
La figura di Vasco Núñez de Balboa è stata oggetto di numerosi studi e discussioni storiche. Nonostante le controversie legate alla sua morte, Balboa è oggi ricordato per il suo ruolo fondamentale nell'espansione dell'Impero Spagnolo nelle Americhe. 
La sua scoperta del Pacifico ha segnato un punto di svolta nelle esplorazioni europee, offrendo nuove possibilità di espansione territoriale e commerciale. Inoltre, il suo nome è legato anche alla fondazione di città e insediamenti che sarebbero divenuti cruciali nella colonizzazione della regione.

## Biografia
Vasco Núñez de Balboa nacque a Jerez de los Caballeros, in Spagna, nel 1475, in una famiglia di nobili di modesta condizione. Durante la sua giovinezza, intraprese una carriera militare e partecipò a varie spedizioni in America. Arrivato nel Nuovo Mondo intorno al 1500, si stabilì inizialmente nella colonia di Hispaniola (l'attuale Haiti e Repubblica Dominicana). Qui, purtroppo, non riuscì a emergere come leader militare e fu coinvolto in difficoltà economiche.
Nel 1509, Balboa si trasferì nel territorio che oggi corrisponde a Panama, dove riuscì a guadagnare una certa posizione tra i coloni spagnoli. Nel 1510 fondò la città di Santa María la Antigua del Darién, uno degli insediamenti spagnoli più importanti nella regione. Grazie alla sua tenacia e alle sue capacità di comando, divenne il governatore della zona.

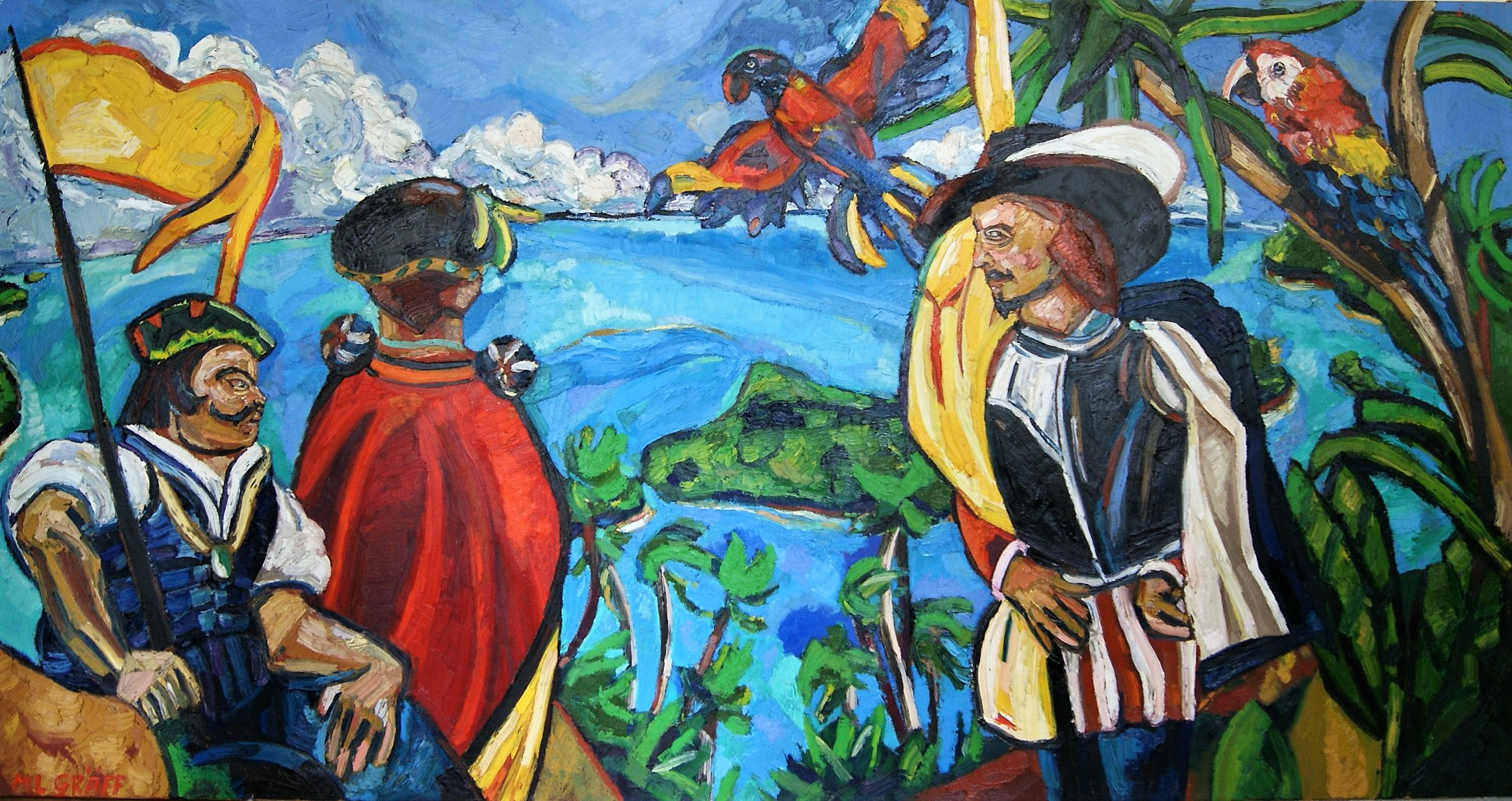
La scoperta del Pacifico di Vasco Núñez de Balboa, Panama - 25 settembre 1513, ore 11, dipinto di Matthias Laurenz Gräff (2009/10)

Nel 1513, Balboa intraprese una delle sue imprese più celebri: l'esplorazione dell'interno del continente attraverso l'istmo di Panama. Durante questo viaggio, riuscì a scoprire l'Oceano Pacifico, il cui nome, inizialmente "Mar del Sur", venne poi cambiato in "Pacifico" in virtù delle sue acque calme. La scoperta rappresentò un'importante tappa nella storia delle esplorazioni europee, poiché apriva la via per l'accesso a una nuova rotta commerciale verso l'Asia.
Balboa raggiunse il Pacifico il 25 settembre 1513, sollevando la bandiera spagnola e dichiarando le nuove terre come possesso della Corona di Spagna. La sua impresa fu celebrata, ma anche fonte di rivalità e invidie tra i coloni.
Nonostante il successo della sua scoperta, la carriera di Balboa non ebbe un esito felice. Agli inizi del 1519, a seguito di accuse di tradimento e complotti, fu arrestato e condannato a morte. La sua morte avvenne per decapitazione nel gennaio 1519, quando Balboa aveva circa 44 anni. La sua morte fu ordinata da un altro ufficiale spagnolo, Pedro Arias de Ávila, che lo aveva accusato di cospirare contro di lui.